# The Gunns
Palmarès
Voir ici
The Gunns est une équipe de catcheurs Face composée de Colten Gunn (né le 18 mai 1991 à Orlando (Floride)) et Austin Gunn (né le 26 août 1994 à Orlando (Floride)). Ils travaillent actuellement à la All Elite Wrestling et la Ring of Honor.

## Histoire

### All Elite Wrestling (2020-...)
Le 14 janvier 2020 à AEW Dark, Billy Gunn fait ses débuts à la All Elite Wrestling, dispute son premier match aux côtés de son fils cadet Austin avec qui il forme officiellement The Gunn Club et ensemble, ils battent Peter Avalon et Shawn Spears.
Le 17 novembre à AEW Dark, son fils aîné Colten les rejoint et ensemble, les trois hommes battent Sean Maluta, BSHP King et Joey O'Riley dans un 6-Man Tag Team match.
Le 1er septembre 2021 à Dynamite, le trio familial effectue un Heel Turn, car Billy Gunn frappe Paul Wight deux fois avec une chaise dans le dos.
Le 17 août 2022 à Dynamite, Colten et Austin battent The Varsity Blonds (Brian Pillman Jr. et Griff Garrison). Après le combat, ils provoquent le Face Turn de leur propre père, car ils se retournent contre ce dernier qui sera secouru par The Acclaimed (Anthony Bowens et Max Caster) et rejoignent officiellement The Firm de Stokely Hathaway.
Le 8 février 2023 à Dynamite, ils deviennent les nouveaux champions du monde par équipes en battant les Acclaimed de manière controversée et remportent les titres pour la première fois de leurs carrières. Le 5 mars à Revolution, ils conservent leurs titres en rebattant leurs mêmes adversaires et en battant Jeff Jarrett et Jay Lethal, Orange Cassidy et Danhausen dans un Fatal 4-Way Tag Team match.
Le 5 avril à Dynamite, ils ne conservent pas leurs ceintures, battus par FTR (Cash Wheeler et Dax Harwood) dans un Title vs. Career match, ce qui met fin à un règne de 56 jours. Le 24 juin à Collision, ils rejoignent officiellement le Bullet Club Gold de Jay White et Juice Robinson et ensemble, les quatre hommes battent CM Punk, Ricky Starks et FTR dans un 8-Man Tag Team match.
Le 3 septembre à All Out, le quartet rebat FTR et bat les Young Bucks dans la même stipulation. Le 1er octobre à WrestleDream, ils ne deviennent pas aspirants no 1 aux titres mondiaux par équipes, battus par les Young Bucks dans un Fatal 4-Way Tag Team match qui inclut également les Lucha Brothers (Penta El Zero M et Rey Fénix), Orange Casisdy et HOOK. 
Le 20 janvier 2024 à Collision, ils effectuent un Face Turn, car ils s'allient officiellement avec les Acclaimed et forment un groupe appelé Bang Bang Scissor Gang. Le 3 mars à Revolution, le nouveau groupe bat Jeff Jarrett, Jay Lethal, Satnam Singh, Willie Mack et Private Party (Isiah Kassidy et Marq Quen) dans un 12-Man Tag Team match. Dix soirs plus tard à Dynamite: Big Business, Jay White bat Darby Allin. Après le combat, le premier et eux effectuent un Heel Turn, car ils attaquent et blessent ce dernier à la cheville jusqu'à l'arrivée des Acclaimed, ce qui met fin au groupe.
Le 21 avril lors du pré-show à Dynasty, ils conservent leurs titres par équipes de 3 de la ROH et deviennent les nouveaux champions du monde Trios de la AEW en battant The Acclaimed dans un Trios Tag Team Winner Takes All match, remportent les titres pour la première fois de leurs carrières, deviennent doubles champions et le premier trio à détenir en même temps les trois ceintures des deux compagnies. Le 26 mai à Double or Nothing, ils conservent leurs titres en battant Death Triangle (PAC et les Lucha Brothers).
Le 13 juillet Collision, ils sont contraints d'abandonner les ceintures, car Jay White est blessé et le partenaire de ce dernier, Juice Robinson, ne peut pas le remplacer légitimement. La semaine suivante à Collision, le nouveau trio effectue un Face Turn, mais ne remporte pas les titres mondiaux Trios de la compagnie, battu par The Patriarchy (Christian Cage, Killswitch et "The Prodigy" Nick Wayne). Le 25 août à All In, les trois catcheurs ne remportent pas les ceintures, battus par Blackpool Combat Club (Claudio Castagnoli et Wheeler Yuta) et PAC dans un 4-Way London Ladder match qui inclut également The Patriarchy et la House of Black.

### Ring of Honor (2024-...)
Le 17 janvier 2024 à Dynamite, Jay White et eux deviennent les nouveaux champions du monde par équipes de 3 de la ROH en battant Mogul Embassy (Brian Cage, Kaun et Toa Liona) dans un Trios Tag Team match et remportent les titres pour la première fois de leurs carrières. 
Le 5 avril à Supercard of Honor, ils conservent leurs titres en battant Monster Sauce (Alex Zayne et Lance Archer) et Minoru Suzuki dans la même stipulation.

## Palmarès
- All Elite Wrestling
  - 1 fois champions du monde Trios de la AEW (actuels) - avec Jay White
  - 1 fois champions du monde par équipes de la AEW

- Ring of Honor
  - 1 fois champions du monde par équipes de 3 de la ROH (actuels) - avec Jay White